# 대신로 (포항시)
대신로(Daesin-ro)는 대한민국 경상북도 포항시 북구 덕수동에서 대신동을 거쳐 연결하는 도로이다.

## 노선 경로
- 삼거리 명칭 미상 - 삼호로
- 사거리 명칭 미상 - 선착로
- 삼거리 명칭 미상 - 학산로